# Frederik Vesti
Frederik Vesti, né le 13 janvier 2002 à Vejle, est un pilote automobile danois. Il participe au championnat de Formule 2 FIA en 2023. Il fait partie du programme de jeunes pilotes de Mercedes Grand Prix depuis 2021. Il est également le premier champion d'Europe de Formule Régionale.

## Biographie

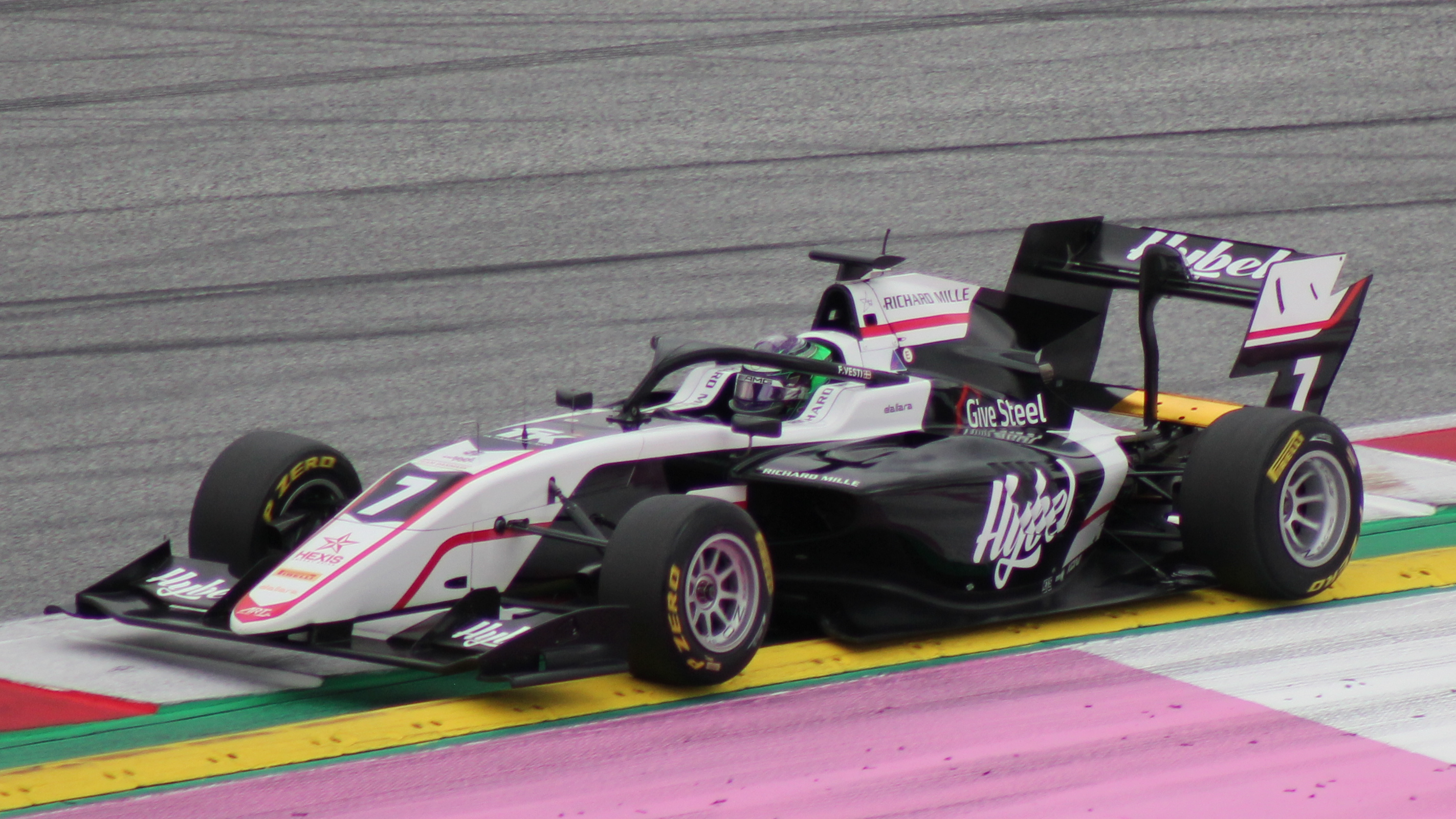
Frederik Vesti en Formule 3 FIA en 2021.

Frederik Vesti commence la monoplace en 2016 au Danemark. Il passe en Formule 4 l'année suivante, notamment dans le championnat allemand, où il termine septième avec une victoire. En 2018, il remporte sa première victoire de la saison sur le Hockenheimring, en marge du Grand Prix d'Allemagne de Formule 1. Après une nouvelle victoire sur le Nürburgring, il termine quatrième du championnat. En fin d'année, il effectue une pige dans le championnat d'Europe de Formule 3, terminant dixième pour sa première course.
En 2019, il rejoint Prema Powerteam, dans le nouveau championnat d'Europe de Formule 3 Régionale. Au terme d'une saison où il écrase le championnat avec treize victoires en vingt-quatre courses, il est sacré largement champion, remportant son premier titre majeur en monoplace. En 2020, il continue sa collaboration avec l'écurie italienne en Formule 3 FIA,. En léger retrait dans la lutte pour le titre par rapport à ses coéquipiers, le pilote danois se révèle surtout en fin de saison avec deux victoires sur les deux dernières courses principales, lui permettant de finir quatrième au championnat.

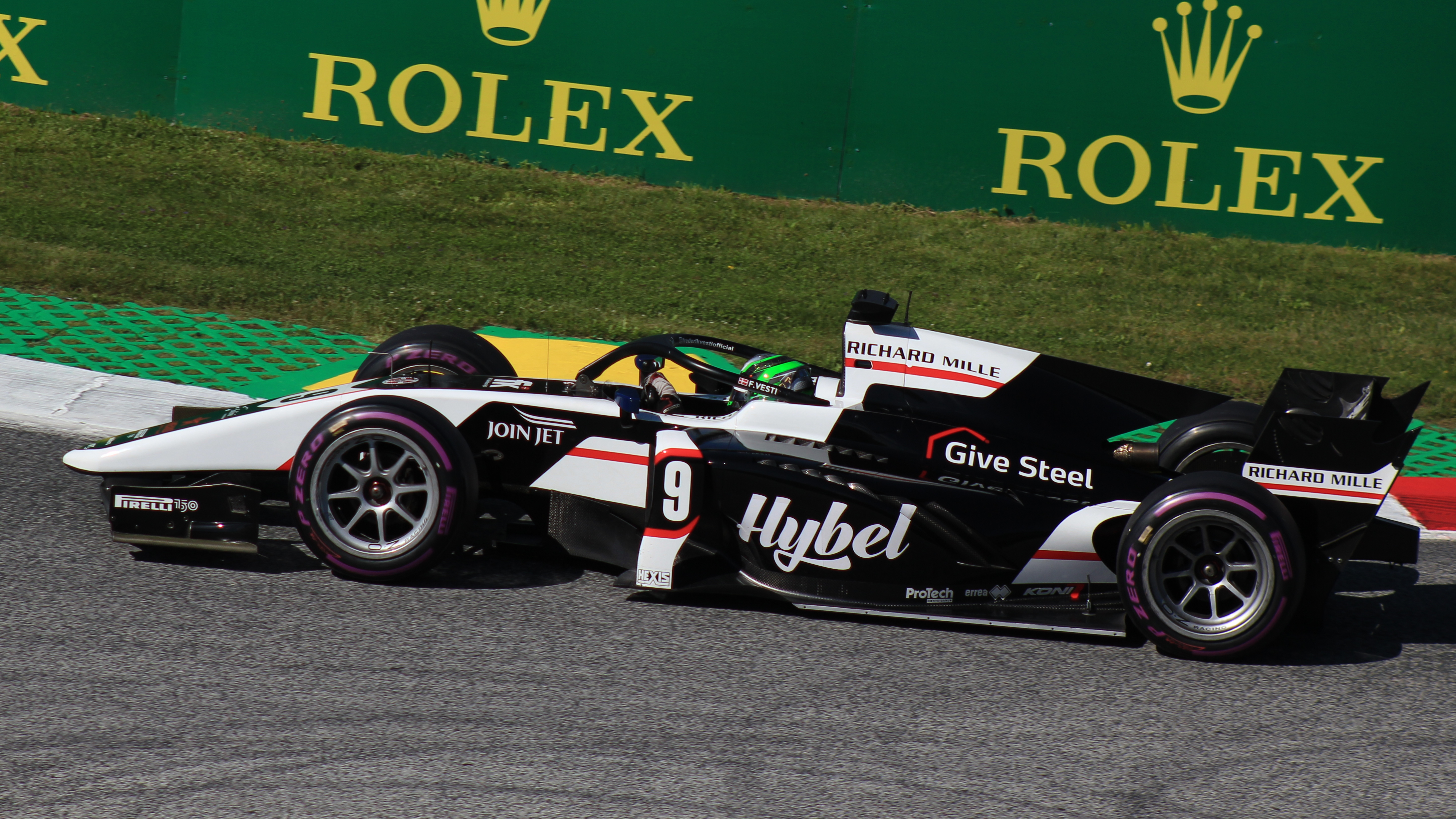
Frederik Vesti sur le Red Bull Ring en Formule 2 en 2022.

En 2021, Vesti rejoint le programme de jeunes pilotes de Mercedes Grand Prix, et signe avec ART Grand Prix pour une deuxième saison en Formule 3.
En 2022, le Danois est promu en Formule 2 FIA, toujours avec ART Grand Prix, et fait équipe avec Théo Pourchaire. Il termine neuvième du championnat, tandis que son coéquipier termine vice-champion. Il remporte sa première victoire dans le championnat lors de la course sprint de l'épreuve de Bakou.

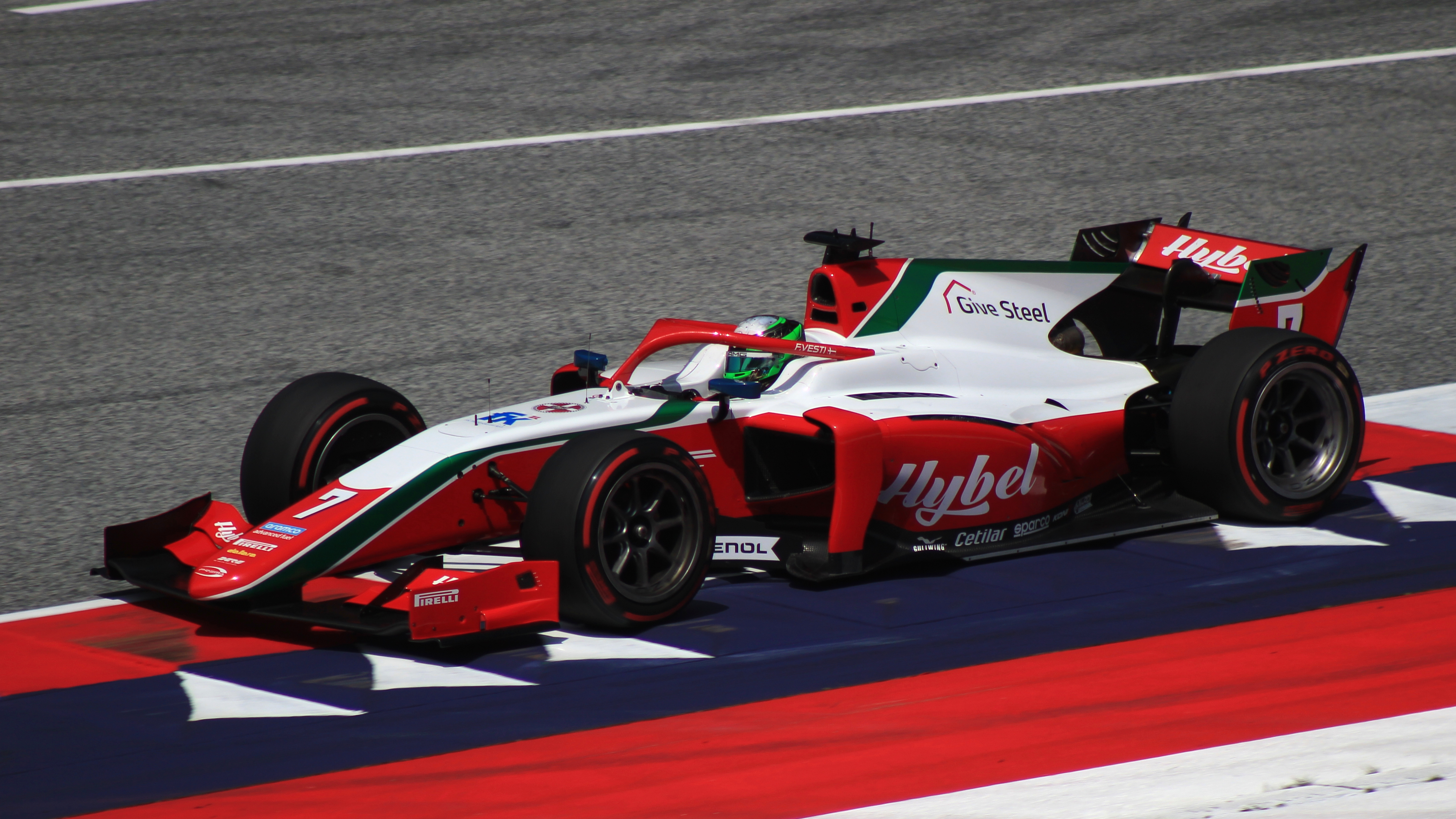
Frederik Vesti en Formule 2 en 2023.

En 2023, pour sa deuxième saison en Formule 2, il retourne chez Prema Racing, et fait équipe avec Oliver Bearman. Il signe sa première victoire de la saison lors de la course principale de l'épreuve de Djeddah. Il obtient sa première pole position de l'année lors de l'épreuve de Monaco, qu'il parvient à convertir en victoire lors de la course principale. Vesti occupe la tête du championnat jusqu'à l'épreuve de Spa-Francorchamps, où il commet une erreur lors du tour de mise en grille de la course principale, l'empêchant de prendre le départ. Lors de la course sprint de Monza, le Danois termine 1er et reprend des points à Théo Pourchaire qui finit 4e. Durant la course principale, il est victime d'un accident qui le contraint à abandonner, l'écartant de Théo Pourchaire qui finit 3e. En fin de saison, Vesti termine vice-champion, derrière le Français.
En 2024, le Danois s'engage avec Cool Racing pour participer à la vingt-et-unième saison de l'European Le Mans Series en catégorie LMP2, aux côtés de l'Autrichien Ferdinand Habsurg et du Mexicain Alex García. Il est également nommé réserviste chez Mercedes Grand Prix pour la saison 2024 de Formule 1, aux côtés de Mick Schumacher.

## Résultats en compétition automobile
| Saison | Championnat                             | Écurie                 | Courses | Victoires | Pole positions | Meilleurs tours | Podiums | Points | Classement |
| ------ | --------------------------------------- | ---------------------- | ------- | --------- | -------------- | --------------- | ------- | ------ | ---------- |
| 2016   | Formule Ford Danemark                   | Vesti Höyer Motorsport | 20      | 2         | 0              | 1               | 8       | 254    | 4e         |
| 2017   | Championnat d'Allemagne de Formule 4    | Van Amersfoort Racing  | 21      | 1         | 0              | 2               | 3       | 113    | 7e         |
| 2017   | Championnat du Danemark de Formule 4    | Vesti Motorsport       | 15      | 8         | 5              | 4               | 15      | 320    | 2e         |
| 2017   | Championnat des États-Unis de Formule 4 | Global Racing Group    | 2       | 0         | 0              | 0               | 0       | 1      | 29e        |
| 2018   | Championnat d'Allemagne de Formule 4    | Van Amersfoort Racing  | 21      | 2         | 1              | 3               | 8       | 211    | 4e         |
| 2018   | Championnat d'Italie de Formule 4       | Van Amersfoort Racing  | 3       | 2         | 1              | 1               | 3       | 68     | 10e        |
| 2018   | Championnat d'Europe de Formule 3       | Van Amersfoort Racing  | 3       | 0         | 0              | 0               | 0       | 0†     | NC         |
| 2018   | Grand Prix de Macao                     | Van Amersfoort Racing  | 1       | 0         | 0              | 0               | 0       | N/A    | 15e        |
| 2019   | Formule Régionale Europe                | Prema Powerteam        | 24      | 13        | 10             | 9               | 20      | 467    | Champion   |
| 2019   | Grand Prix de Macao                     | Prema Theodore Racing  | 1       | 0         | 0              | 0               | 0       | N/A    | 10e        |
| 2020   | Formule 3 FIA                           | Prema Racing           | 18      | 3         | 1              | 3               | 4       | 146,5  | 4e         |
| 2021   | Formule 3 FIA                           | ART Grand Prix         | 20      | 1         | 1              | 0               | 5       | 138    | 4e         |
| 2022   | Formule 2                               | ART Grand Prix         | 28      | 1         | 1              | 1               | 5       | 117    | 9e         |
| 2023   | Formule 2                               | Prema Racing           | 26      | 6         | 1              | 1               | 10      | 192    | 2e         |

† Vesti étant un pilote invité, il était inéligible aux points.